# Gary Peacock
Gary Peacock (Burley, Idaho, 12 de mayo de 1935 - 5 de septiembre de 2020) fue un contrabajista estadounidense de jazz.

## Biografía
Después de cumplir el servicio militar en Alemania, a principios de los años 60 trabajó en la costa oeste de los Estados Unidos con Barney Kessel, Bud Shank, el pianista Paul Bley (n. 1932) y Art Pepper.[cita requerida]
Se fue después a Nueva York. Allí trabajó con Paul Bley, en el trío de Bill Evans con Paul Motian, y en el trío de Albert Ayler con el baterista Sunny Murray (n. 1936). También participó en trabajos puntuales con Miles Davis como sustituto temporal de Ron Carter.[cita requerida]
Pasó un tiempo en Japón a finales de los 60. Dejó temporalmente la música y estudió filosofía zen. Tras regresar a los Estados Unidos en 1972, estudió biología en la Universidad de Washington en Seattle, y enseñó teoría musical en el Cornish College of the Arts desde 1976 hasta 1983.[cita requerida]
Ese último año, se unió al Standars Trio  de Keith Jarrett, con Jack DeJohnette; los tres habían grabado previamente Tales of Another en 1977 para el sello ECM, con dirección de Peacock. El trío continuó tocando y grabando por todo el mundo. Su unión duró casi 25 años. Jarrett, Peacock y DeJohnette son considerados uno de los tríos de jazz más sobresalientes de todos los tiempos.[cita requerida]

## Discografía selecta
- 1971 Voices - Sony
- 1977 Tale of another, con Keith Jarrett (piano) y Jack DeJohnette (batería) - ECM
- 1977 December Poems, con Jan Garbarek - ECM
- 1980 Shift in the wind, con Art Lande (piano) y Eliot Zigmund (batería) - ECM
- 1983 Standars, 2 Vol., con Jarrett y DeJohnette - ECM
- 1987 Guamba, con Jan Garbarek - ECM
- 1993 Oracle, con Ralph Towner - ECM
- 2002 Always let me go, con Keith Jarrett y Jack DeJohnette-ECM
- 2009 Insight, con el pianista Marc Copland (n. 1948) - Pirouet
- 2013 Somewhere, con Keith

```
Jarrett y Jack DeJonhette-ECM
```